# Фелтон, Джон
Джон Фе́лтон (также Фельтон, англ. John Felton; 1595 — 28 октября 1628) — английский офицер, убивший в 1628 году в Портсмуте герцога Бекингема, первого министра правительства короля Карла I.

## Биография
Происходил из обедневшей дворянской семьи, в ранней юности поступил на военную службу. Из-за отказа герцога Бекингема присвоить ему звание капитана сблизился с оппозицией, считавшей, что правление герцога наносит вред стране. 23 августа 1628 года отправился в Портсмут с намерением убить герцога и проник в его дворец, где нанес Бекингему удар ножом в грудь, отчего тот умер. Фелтон сам сдался правосудию, был приговорён к смерти и повешен.

## В искусстве
- Фелтон стал героем романа Дюма «Три мушкетёра», где изображён как морской офицер, по приказу лорда Винтера охранявший в Англии миледи. Последняя соблазнила его и обманом вдохновила убить Бекингема.

Кино
- Поль Юбер — в сериале «Три мушкетёра» / Les Trois Mousquetaires (Франция; 1921) режиссёр Анри Диаман-Берже, в фильме Vingt ans après (Франция; 1922) режиссёр Анри Диаман-Берже;
- Евгений Данчевский — в фильмах «Д’Артаньян и три мушкетёра» (СССР, 1978) и «Возвращение мушкетёров, или Сокровища кардинала Мазарини» (Россия, 2008) режиссёра Георгия Юнгвальд-Хилькевича;
- Вадим Сквирский — в фильме «Три мушкетёра» (2013).